# Harlan (Iowa)
Harlan és una població dels Estats Units a l'estat d'Iowa. Segons el cens del 2000 tenia 5.282 habitants.

## Demografia
Segons el cens del 2000, Harlan tenia 5.282 habitants, 2.204 habitatges, i 1.498 famílies. La densitat de població era de 466,7 habitants/km².
Dels 2.204 habitatges en un 31,1% hi vivien nens de menys de 18 anys, en un 56,6% hi vivien parelles casades, en un 8,9% dones solteres, i en un 32% no eren unitats familiars. En el 28,9% dels habitatges hi vivien persones soles el 16,3% de les quals corresponia a persones de 65 anys o més que vivien soles. El nombre mitjà de persones vivint en cada habitatge era de 2,35 i el nombre mitjà de persones que vivien en cada família era de 2,88.
Per edats la població es repartia de la següent manera: un 25,1% tenia menys de 18 anys, un 6,1% entre 18 i 24, un 24,2% entre 25 i 44, un 22,4% de 45 a 60 i un 22,3% 65 anys o més.
L'edat mediana era de 41 anys. Per cada 100 dones de 18 o més anys hi havia 85,4 homes.
La renda mediana per habitatge era de 35.899 $ i la renda mediana per família de 45.888 $. Els homes tenien una renda mediana de 31.365 $ mentre que les dones 19.671 $. La renda per capita de la població era de 17.514 $. Entorn del 5,3% de les famílies i el 7% de la població estaven per davall del llindar de pobresa.

## Poblacions més properes
El següent diagrama mostra les poblacions més properes.